# Língua baré
O baré é uma língua da família linguística arawak falada no alto Rio Negro até o período colonial, na fronteira entre o Brasil e a Venezuela.
O baré é também conhecido como baria, baraúna e barawana. O idioma apresenta algumas características semelhantes a de demais línguas do tronco linguístico arawak, como a ocorrência dos prefixos pessoais (nu - primeira pessoa do singular; bi - segunda pessoa do singular). A língua tem tendência aglutinante e é predominantemente sufixal, possuindo uma quantidade limitada de prefixos. O baré possui classes gramaticais abertas (nomes, adjetivos, verbos e advérbios) e classes gramaticais fechadas (pronomes pessoais e demonstrativos, posposições e proformas interrogativas).
Os baré passaram por um processo de extinção da língua, a partir da retirada do povo de suas aldeias de origem para as chamadas repartições, os indígenas foram perdendo a língua materna, sendo assim, atualmente fluentes em nheengatú e português. Entretanto, há ainda algumas pessoas com idade acima de 70 anos que se recordam de algumas palavras do idioma, mas que não conseguem formar sentenças completas, o que as enquadra na categoria de semifalantes. Há dados de que, no município em Cucuí - AM, o sr. Candelário da Silva dominava a língua baré perfeitamente; enquanto que a sra. Catalina Cadena, também residente em Cucuí, e o sr. Pedro, residente na Venezuela, lembravam vagamente de algumas palavras do idioma e, por vezes, confundiam-no com espanhol e nheengatú. 

## Etimologia
A palavra "baré" tem origem tupi-guarani e o seu significado é "a língua falada por indígenas".
A palavra "baraúna" também é originária do tupi e significa "árvore faseolácea cesalpiniácea, nativa do Brasil, de madeira própria para construções".  Tem origem etimológica da palavra "imbira'una", em que a partícula "imbira" é um substantivo que signifca "fibra vegetal que se emprega como corda", enquanto a partícula "una" é um adjetivo que possui diversos significados, dentre eles os de "singular", "tornar um", "reunir".

## Distribuição
O povo baré tem a sua origem na região dos Rios Cassiquiare e Baria, afluente do Pasimoni, e já foi considerado um dos grupos mais populosos do noroeste amazônico e cujo idioma era um dos mais difundidos no Rio Negro ou Rio Guainia. Na Venezuela, o grupo dos baré se espalhou pelo alto do Rio Oreneco até a confluência com o povo maipure, havia também alguns baré que trabalhavam como colonistas e canoeiros nessa área. No Brasil, Koch-Grünberg (1911) teoriza que os baré podem ter se deslocado em direção ao leste do Rio Negro e justifica a hipótese com base nos topônimos e hidrônimos da região, nomes que possuíam origem baré. Durante a época de Natterer (1831), o povo baré habitava o Rio Negro até Barcelos, que era a capital da Capitania do Rio Negro. Nimuendajú (1927) diz que, no Brasil, o idioma baré era falado "até a ilha Timini, na boca do Teya, onde se confinava com o manao", e também era falado em um local que havia sido ocupado pelos povos warekéna e carutana baniwa, após a saída dos baré dessa região, a do baixo Rio Içana. Ernst Migliazza (1985) forneceu informações mais recentes de que os baré se encontram nos povoados de Santa Lucía, Santa Rosa de Amanadona, São Carlos e Solano. Muitos dos baré que vivem nos povoados mencionados se deslocaram para as cidades de São Carlos e Puerto Ayacucho à procura de melhores condições de vida e trabalho. Atualmente, os falantes da língua são alguns poucos idosos, cujos descendentes substituíram o baré pelo nheengatú, que vem sendo substituído, aos poucos, pelo português ou espanhol.

### Influência nas línguas macus
O nadëb e o dâw, duas línguas macus, mostram influências baré. Exemplos do nadëb e do ihini baré (Ramirez 2019: 584; 2020: 60):
| Português      | Nadëb    | Ihini Baré |
| -------------- | -------- | ---------- |
| veado          | marajóʔ  | mará(h)ajʊ |
| lontrinha      | mo͂koʔjar | bakʊ́jari   |
| onça           | jaraak   | jaraka     |
| urubu          | kuruidúʔ | khʊrʊidʊ   |
| pica-pau       | kawahéd  | kʊwédere   |
| arara-vermelha | kawéd    | kawéi      |
| papagaio       | kujáʔ    | kʊjáʊ      |
| piraíba        | mokúr    | mhʊ́kʊri    |
| pirarara       | mapaǎh   | mapha      |
| tucunaré       | daǎp     | dápa       |
| abelha         | mabaa    | mába       |
| cupim          | kamaʔráʔ | kama(da)   |
| caranguejo     | tahuʔú   | dʊ́hʊ       |
| banana         | maçeér   | masérʊ     |

## História
A etnia baré era a mais populosa do Amazonas, entretanto, devido à intensa miscigenação e contato com não indígenas no início da colonização amazônica, na década de 1990, o povo baré entrou na lista de povos indígenas em processo de extinção, consequentemente, perderam grande parte de suas tradições, cultura, língua e autonomia política e econômica. Missionários europeus foram  os primeiros que se estabeleceram no território dos baré e foram responsáveis por impor aos indígenas um novo modo de vida, retirando-os de suas comunidades e os incutia a religião cristã e a cultura europeia, por isso, os baré ficaram conhecidos como "índios brancos", uma vez que, eventualmente, assimilaram a cultura dos estrangeiros brancos. Atualmente, após a miscigenação e fragmentação do povo baré, não são mais encontradas aldeias ou comunidades da etnia, apenas algumas pequenas organizações de grupos familiares e descendentes dispersos pelo Rio Negro, como em São Gabriel da Cachoeira e Santa Isabel do Rio Negro.
Não há muitas informações sobre a documentação da língua, mas há estudiosos que já realizaram pesquisas e fizeram registros sobre a língua em meados de 1970.

## Fonologia

### Vogais
As vogais podem ser de três tipos: oral, nasal e não vozeada:
|         |             | Anterior | Central | Posterior |
| ------- | ----------- | -------- | ------- | --------- |
| Fechada | Oral        | i        |         | u         |
| Fechada | Nasal       | ĩ        |         | ũ         |
| Fechada | Não vozeada | i̥        |         | u̥         |
| Média   | Oral        | e        |         |           |
| Média   | Nasal       | ẽ        |         |           |
| Média   | Não vozeada | e̥        |         |           |
| Aberta  | Oral        |          | a       |           |
| Aberta  | Nasal       |          | ã       |           |
| Aberta  | Não vozeada |          | ḁ       |           |

- Os sons das vogais /a ã ḁ/, /e ẽ e̥/, e /u ũ u̥/ são ouvidos como [ɵ ɵ̃ ɵ̥], [ɛ ɛ̃ ɛ̥], e [o õ o̥] quando em posição átona.
- /a/ é ouvido como um som posterior [ɑ] quando se encontra após /w/.

### Consoantes
|                   |             | Labial | Alveolar | Palatal | Velar | Glotal |
| ----------------- | ----------- | ------ | -------- | ------- | ----- | ------ |
| Plosiva/ Africada | Aspirada    | pʰ     | tʰ       | t͡ʃʰ     | kʰ    |        |
| Plosiva/ Africada | Não vozeada | p      | t        | t͡ʃ      | k     |        |
| Plosiva/ Africada | Vozeada     | b      | d        |         |       |        |
| Nasal             | Não vozeada | m̥      | n̥        | j̊       | w̥     |        |
| Nasal             | Vozeada     | m      | n        | j       | w     |        |
| Fricativa         | Fricativa   |        | s        |         |       | h      |
| Flap              | Flap        |        | r        |         |       |        |

- Os sons /t, n/ são dentais e palatais [t̪] [ɲ] antes e depois de /i/.
- /d/ é africado [d͡ʒ] antes de vogais anteriores.
- /ɾ/ pode tender a flutuar para um [ɫ] velar em variação livre.[7]

### Diacríticos
O idioma baré possui regras gerais e específicas quanto à acentuação de suas palavras:

#### Regras gerais
- Nas palavras que possuem duas ou três sílabas, o acento recai sobre a penúltima;
- Nas palavras de quatro ou mais sílabas, o acento recai sobre a antepenúltima.

Assim, a maioria das palavras em baré são paroxítonas ou proparoxítonas.
| Baré            | Português    |
| --------------- | ------------ |
| `iti            | semente      |
| `isa            | canoa        |
| nu`sani         | minha canoa  |
| u`dini          | seio dela    |
| da`nabati       | asa          |
| me`dusia        | cabeça deles |
| wakada`hawaka   | antigamente  |
| nukatehe`sawaka | não sei      |

#### Regras específicas
- Após uma palavra monossílaba receber um afixo, o acento permanece na sílaba original, o que explica a existência de palavras oxítonas;
- O sufixo -ni (aspecto imperfeito) atrai o acento para a sílaba que o antecede;
- O sufixo -ni (adjetivo) não é considerado como unidade acentuável, e, quando o sufixo está em sua forma reduzida, a palavra segue as regras gerais de acentuação;
- Os sufixos -ha/-he/-hí encontrados em alguns radicais adverbiais também não são considerados unidades acentuáveis, o que explica algumas exceções da regra geral em relação às proparoxítonas;
- Os direcionais te "para (alativo)" e tei "de (ablativo)" provocam o deslocamento do acento: quando em advérbios, atraem o acento para a sílaba final do radical;
- Em nomes derivados que possuem o locativo -(u)ku e os direcionais, vale a regra geral de acentuação.

Alguns exemplos:
| Baré         | Português    |
| ------------ | ------------ |
| hnu`mie      | minha rede   |
| hnu`nu       | meu pescoço  |
| ha`yani      | voou         |
| nubina`dani  | eu esfreguei |
| `kurini      | verde/azul   |
| `heruni      | molhado      |
| `nenaha      | quem         |
| `kudehe      | longe        |
| kude`hete    | para longe   |
| kude`hetei   | de longe     |
| dama`karuku  | o mato       |
| dama`karute  | para o mato  |
| damaka`rutei | do mato      |

### Sílabas
Os padrões silábicos na língua baré são V, CV e CVN, o último tem ocorrência restrita à posição medial da palavra:
| Baré       | Sílaba        | Português   |
| ---------- | ------------- | ----------- |
| su`bukure  | CV.CV.CV.CV   | tartaruga   |
| iba`bukuni | V.CV.CV.CV.CV | muito       |
| ku`dua     | CV.CV.V       | jacu carará |
| na`hantibe | CV.CVN.CV.CV  | meus filhos |

As possíveis combinações de vogais no idioma baré são ii, ee, aa, uu, ie, ia, iu, ei, eu, ai, au, ui, ue e ua, sendo que sílabas do tipo V podem vir em sequência no máximo duas vezes, e as combinações ae e ea não são possíveis no idioma:
| Baré       | Português        |
| ---------- | ---------------- |
| i`ida      | pele dele        |
| aphia`nani | achar graça      |
| u`kue      | tucano           |
| nabi`suhui | coluna vertebral |

## Ortografia
O sistema de escrita utilizado no idioma baré é o alfabeto latino e conta com 24 caracteres, não incluindo as letras C, F, G, J, L, O, Q, V, X, Z. Abaixo estão os caracteres do alfabeto da língua baré, como e onde o seu som é formado, uma palavra em baré que se inicia com a letra e a tradução dessa palavra para o português. 
| Caracteres | Som                          | Exemplo   | Significado |
| ---------- | ---------------------------- | --------- | ----------- |
| a          | Aberta central oral          | ada       | árvore      |
| b          | Plosiva labial vozeada       | babuku    | fruta       |
| d          | Plosiva alveolar vozeada     | danaha    | braço       |
| e          | Média anterior oral          | enu       | céu         |
| h          | Fricativa glotal             | hakani    | coração     |
| i          | Fechada anterior oral        | iti       | semente     |
| k          | Plosiva velar não vozeada    | kameni    | fogo        |
| kh         | Plosiva velar aspirada       | khi       | lua         |
| m          | Nasal labial vozeada         | mawahauri | abacaxi     |
| hm         | Nasal labial aspirada        | hmi       | rede        |
| n          | Nasal alveolar vozeada       | numahai   | boca        |
| hn         | Nasal alveolar aspirada      | hniyu     | esposa      |
| p          | Plosiva labial não vozeada   | panara    | banana      |
| ph         | Plosiva labial aspirada      | phani     | casa        |
| r          | Flap alveolar                | ramaka    | molhar      |
| s          | Fricativa alveolar           | sewepi    | arco        |
| t          | Plosiva alveolar não vozeada | tikuahari | cachoeira   |
| tʃ         | Plosiva palatal não vozeada  | tʃabati   | passarinho  |
| tʃh        | Plosiva palatal aspirada     |           |             |
| u          | Fechada posterior oral       | uni       | água        |
| w          | Velar não aspirada           | witihi    | olho        |
| hw         | Velar aspirada               | hwina     | cair        |
| y          | Palatal não aspirada         | yaharika  | agora       |
| hy         | Palatal aspirada             | hya       | voar        |

## Gramática

### Substantivos
Os substantivos podem funcionar como sujeito, objeto, núcleo do sintagma nominal ou como predicado da oração. Quando fazem função de núcleo, podem também ser modificados pelos adjetivos e posposições e ser determinados pelos demonstrativos e quantificadores. Quando fazem função de predicado, os substantivos expressam a categoria morfológica de negação pelo sufixo -ka, juntamente do advérbio de negação hena. Os nomes apresentam as categorias morfológicas de gênero (feminino e masculino), número (singular e plural), posse e negação. Há também a subdivisão em nomes alienáveis (ou não obrigatoriamente possuídos) e inalienáveis (ou obrigatoriamente possuídos). Em ambas as subdivisões, a posse é expressa pelo prefixo pessoal e por um sufixo genitivo, no nome do possuído. Quando o nome do possuidor está explícito, o prefixo pessoal não ocorre.

#### Nomes alienáveis
Nessa subdivisão, a posse é marcada pelos prefixos pessoais e sufixos genitivos (-ni e -e). A categoria de número é marcada pelos sufixos -be (plural) e -nu(hu) (coletivo).
| Baré      | Português   |
| --------- | ----------- |
| isa       | canoa       |
| nusani    | minha canoa |
| kameni    | fogo        |
| nukamenie | meu fogo    |
| witihi    | olho        |
| nuwitibe  | meus olhos  |

#### Nomes inalienáveis
Nessa subdivisão, a posse é marcada pelo prefixo pessoal que se junta à raiz nominal. A forma possuída dos nomes inalienáveis é a não marcada. A forma não possuída destes nomes é marcada pelo sufixo -hVi, que indica "forma absoluta".
| Baré    | Português    |
| ------- | ------------ |
| ditihi  | carne        |
| nuditi  | minha carne  |
| nenehei | língua       |
| nunene  | minha língua |

### Adjetivos
Os adjetivos podem funcionar como modificadores, quando dentro do sintagma nominal, ou como predicativos do sujeito, quando na oração. Na função de modificadores, os adjetivos precedem o nome, enquanto que, na função de predicativos, os adjetivos aparecem após o nome. Os adjetivos podem receber o sufixo de negação -waka em ocorrência simultânea com o advérbio de negação hena.
| Baré                         | Português                    |
| ---------------------------- | ---------------------------- |
| kunehe ra rawihi             | aquele bicho é gordo         |
| wawinikarehe hena kunehewaka | nossa comida não é gordurosa |

#### Quantificadores e numerais
Os quantificadores do baré funcionam como determinantes e costumam anteceder o nome determinado, também podem funcionar como pronomes. Apresentam morfologicamente a categoria de negação (hena ... -waka). Os quantificadores não apresentam a categoria de gênero.
Os numerais do baré funcionam como pronomes ou determinantes, podendo proceder ou preceder o nome determinado. Diferentemente dos quantificadores, os numerais não possuem a categoria de negação, mas apresentam a categoria de gênero, por exemplo "bakunakari" (um) e "bawahanaka" (uma). Os numerais na língua baré são "bakunakari" (um), "bikunama" (dois) e "khtrikunama" (três), a partir do numeral três há o empréstimo de palavras do português. 
| Baré            | Português             |
| --------------- | --------------------- |
| wara idiana uni | todos já beberam água |
| idiã wara uni   | ele bebeu toda a água |

### Verbos
Os verbos funcionam como predicado e podem ser modificados por advérbios. Apresentam as categorias inflexionais de modo, tempo/aspecto e negação e expressam a concordância com o sujeito por meio dos prefixos pessoais: nu- (1ª pessoa do singular), bi- (2ª pessoa do singular), i- (3ª pessoa do singular masculina), u- (3ª pessoa do singular feminina), wa- (1ª pessoa do plural), i- (2ª pessoa do plural), me- (3ª pessoa do plural). Nos casos em que o sujeito já é explícito na oração, os prefixos acima podem ser substituídos por a- (∅P). O prefixo ba- (4ª pessoa ou impessoal) indica um sujeito ou possuidor indeterminado, portanto, ele jamais será expresso abertamente.
| Baré                            | Português                    |
| ------------------------------- | ---------------------------- |
| bayada kamuhu biranaka uni utei | vê-se o sol levantar da água |
| hiya ramakasã khadi             | a chuva molhou a terra       |

Os verbos podem derivar de adjetivos e de outros verbos por meio dos sufixos derivativo -da e causativo -sa, podem derivar de substantivos por meio de conversão (ou marca derivacional ∅), e podem derivar substantivos pelo sufixo de finalidade -waka.
São sufixos aspecto-temporais -na (perfeito) e -ni (imperfeito). O tempo está ligado à categoria de aspecto, embora também possa ser expresso por um advérbio, ou pelo uso de verbos auxiliares. Locuções com o verbo auxiliar -hiwa (ir) expressam intenção de ação e estão relacionadas ao tempo futuro (absoluto ou relativo). 
| Baré     | Português        |
| -------- | ---------------- |
| itikuani | ele está deitado |
| itikuana | ele já se deitou |

### Advérbios
Os advérbios modificam as demais palavras da oração, desde  ue não sejam nomes, podendo ser o verbo, o adjetivo, o próprio advérbio e toda a sentença. A língua baré possui advérbios de tempo, lugar, modo, intensidade, frequência, ênfase e negação.
| Baré                       | Português          |
| -------------------------- | ------------------ |
| nutʃanani aweheni          | eu moro aqui       |
| bi bitʃerekani iduari bare | você fala bem baré |

### Pronomes
Os pronomes pessoais da língua baré apresentam distinções de gênero (feminino e masculino) e de número (singular e plural). Antes do verbo, o pronome indica sujeito e, após, objeto.
|          | 1ª         | 2ª          | 3ª                  |
| -------- | ---------- | ----------- | ------------------- |
| singular | nuni (eu)  | bini (você) | kuhũ/kuhu (ele/ela) |
| plural   | wini (nós) | ini (vocês) | kuhuni (eles)       |

A palavra demonstrativa possui um prefixo demonstrativo a- , a raiz, e um sufixo, que pode ser -ha ou -hi, de acordo com a vogal da mesma, ela pode também receber a marca de pessoa, em que as categorias de número e gênero são expressas somente desta maneira. Como o marcador de pessoa não ocorre obrigatoriamente, geralmente não há expressão dessas categorias nos demonstrativos. Quando da ocorrência do marcador pessoal, ele se coloca após o prefixo a-.
| Baré     | Português   |
| -------- | ----------- |
| ri       | este/esse   |
| sa/ra/da | este/aquele |

### Sufixos
(Ramirez 2019: 587):

#### Sufixos nominais
A língua baré possui alguns sufixos nominais, que se juntam aos substantivos e alteram o seu significado, na tabela seguem alguns exemplos:
| Baré            | Glosa                     |
| --------------- | ------------------------- |
| -(i)te          | alativo (“para”)          |
| -(i)tei         | ablativo (“de”)           |
| -wa             | perlativo (“ao longo de”) |
| -be, -nʊ, -nʊbe | plural                    |
| -ti             | diminutivo                |
| -mini-          | marca do defunto          |

#### Relacionadores
A língua baré possui alguns relacionadores que conectam termos ou orações, na tabela seguem alguns exemplos:
| Baré         | Glosa                                                                                       |
| ------------ | ------------------------------------------------------------------------------------------- |
| -ʊkʊ, -ʊ     | em (a segunda forma usada em combinação com o alativo ou o ablativo, dando: -ʊ-te e -ʊ-tei) |
| -habi, -hasi | em cima de                                                                                  |
| -dʊkhabi     | embaixo de                                                                                  |
| -babi        | na volta de                                                                                 |
| -bʊhʊ, -nabi | atrás de                                                                                    |
| -baha        | em frente de                                                                                |
| -iku         | para (beneficiário)                                                                         |
| -ima, -ahaʊ  | com (comitativo)                                                                            |
| -abi         | com (instrumental)                                                                          |
| -(j)ehewa    | de (separativo)                                                                             |

#### Sufixos verbais
A língua baré possui alguns sufixos verbais, que se juntam aos verbos e alteram o seu significado, na tabela seguem alguns exemplos:
| Baré       | Glosa                      |
| ---------- | -------------------------- |
| -sa        | causativo                  |
| -tini      | reflexivo, recíproco       |
| -na        | perfectivo, passado        |
| -ni        | imperfectivo, presente     |
| -ina, -ida | incoativo                  |
| -ka        | declarativo, subordinativo |
| -waka      | a fim de que, para         |

## Vocabulário

### Vocabulário baré e guinau
(Ramirez 2019):
| Português         | Baré             | Guinau            |
| ----------------- | ---------------- | ----------------- |
| animal de criação | bija-be          | bija              |
| tatu-canastra     | hajána           | hazána            |
| capivara          | khiʊ             | kejʊ              |
| cutia / paca      | wajʊrʊ + jaba    | wajuru            |
| anta              | tema             | tsema             |
| veado             | marahajʊ         | maraaju           |
| onça              | kʊ(w)ati + tʃinʊ | kuaʃi             |
| morcego           | bijahaʊ          | bijawu / beesawe  |
| pato              | ʊrʊma            | huruma            |
| jacu              | maradi           | maradi            |
| jacamim           | ja͂bi             | jabi              |
| tucano            | ʊkʊwe            | kue               |
| beija-flor        | bʊmidi           | humidi            |
| lagarto           | kʊwidʊ           | kuedu             |
| jacaré            | hadʊri           | haduri            |
| jabuti            | kʊrimaʊ          | kurumaru          |
| rã                | dʊkʊwahʊ         | tukuuru / tukurau |
| peixe             | kʊbati           | kubaʃi            |
| piranha           | baʊmehe          | umahe             |
| arraia            | namarʊ           | jamarui           |
| saúva             | kʊte             | kuse              |
| abelha            | maba             | maba              |
| cupim             | kama(jʊ)         | kamada            |
| pernilongo        | hanijʊ           | haniju            |
| piolho            | tʊwida           | tʃiweda           |
| pulga             | mabatini         | mabaʃini          |
| árvore            | ada              | da-muna           |
| inajá             | ʊkarisi          | kariki            |
| açaí              | manaka           | manaka            |
| abacaxi           | mawaháʊri        | mawari            |
| batata-doce       | kahaʊ            | kaau              |
| mandioca          | kaniti           | kani (-tʃeri)     |
| tabaco            | ari              | iri               |
| arco              | sewe-pi          | tʃebi             |
| forno             | bʊdari           | betari            |
| zarabatana        | widaba           | wataba            |

### Vocabulário baré e nheengatú
(Tellus 2019):
|                    | Baré        | Nheengatú |
| ------------------ | ----------- | --------- |
| eu                 | nuni        | ixé       |
| tu                 | bini        | indé      |
| ele                | kuhu        | ae        |
| ela                | kuhũ        | aé        |
| nós                | wani        | yandé     |
| vocês              | ini         | penhẽ     |
| eles/elas          | kuhuni/meni | aintá     |
| cabeça             | dúsia       | akanga    |
| coração            | ákhani      | piá       |
| mão                | khábi       | pu        |
| pé                 | ísi         | pi        |
| tucunaré           | dápa        | tukunaré  |
| piranha            | báumehe     | piranha   |
| fogo               | itíki       | tatá      |
| olho               | witi        | sesá      |
| galho              | iwáku       | rakanga   |
| arco               | sewépe      | mirá-para |
| ovo                | kudúbati    | supiá     |
| terra              | kádi        | iwí       |
| orelha             | dátini      | nambí     |
| cão (onça)         | kuwáti      | yawara    |
| Língua (linguagem) | nenê-hei    | nheenga   |
| Anta               | téma        | tapíra    |
| peixe              | kubáti      | pirá      |
| nariz              | tí          | tī        |